# Ejisu-Juaben
Le district d'Ejisu-Juaben est l’un des 21 districts de la Région d'Ashanti.